# Условное осуждение
Усло́вное осужде́ние — мера уголовно-правового характера, заключающаяся в установлении для осуждённого, исправление которого может быть достигнуто без реального отбывания наказания, испытательного срока, в течение которого осуждённый должен доказать своё исправление. При этом его поведение будет контролироваться специальным государственным органом, на него могут быть возложены дополнительные обязанности, способствующие его исправлению. Если в течение испытательного срока осуждённый уклоняется от контроля и исполнения возложенных на него обязанностей, совершает правонарушения или преступления, условное осуждение может быть отменено, после чего назначенное наказание начнёт исполняться реально. По окончании испытательного срока или если до истечения испытательного срока условно осуждённый своим поведением доказал своё исправление, ограничения с осуждённого снимаются, судимость погашается.

## Условное осуждение в законодательстве стран мира
В законодательстве стран мира данный институт имеет другие названия: пробация (ст. 66.00 УК штата Нью-Йорк), условная отсрочка наказания (§ 56 УК ФРГ), условное приостановление исполнения приговора (ст. 66 УК Польши), условное неприменение наказания (ст. 69 УК Таджикистана) и т. п.

## Условное осуждение в уголовном праве России

### Правовая природа условного осуждения
Учёные указывают, что термин «условное осуждение» является не вполне точным: осуждение является вполне реальным, условным является лишь назначенное осуждённому основное наказание.
Вопрос о правовой природе условного осуждения является спорным. Одни учёные рассматривают его как особый вид наказания, другие — как отсрочку исполнения наказания, третьи — как средство воспитательного воздействия на исправление осуждённого, четвёртые — как иную меру уголовно-правового характера, пятые — как условный вид освобождения от отбывания наказания, шестые — как особый порядок отбывания наказания, при котором приговор не приводится в исполнение.
Условное осуждение не предусмотрено в исчерпывающем перечне видов наказаний в ст. 44 УК РФ, оно не может быть соотнесено по шкале тяжести с другими видами наказаний. При этом приговор приводится в исполнение, так как реализуется дополнительное наказание, иные меры уголовно-правового характера, лицо считается судимым. В системе наказаний УК РФ присутствует схожий по содержанию с условным осуждением вид наказания — ограничение свободы.
Точка зрения, относящая условное осуждение к отсрочке отбывания наказания, является спорной, так как при нормальном течении дела наказание так и не будет реально назначено.
Исключительно воспитательный характер данной меры является спорным, так как в отношении осуждённого выносится обвинительный приговор, он порицается от имени государства, считается судимым.
В УК РФ условное осуждение помещено в гл. 10 «Назначение наказания», вследствие чего многими авторами оно рассматривается как средство индивидуализации уголовного наказания (уголовной ответственности).
Довольно обоснованной является точка зрения, согласно которой условное осуждение является разновидностью освобождения от наказания. Против неё говорит место условного осуждения в системе УК РФ: отнесение его к главе 10 УК РФ, а не к главе 12 «Освобождение от наказания».
Ввиду этого, условное осуждение скорее можно признать самостоятельной, наряду с наказанием, формой реализации уголовной ответственности, иной мерой уголовно-правового характера.

### Применение условного осуждения
Условное осуждение может применяться, если осуждённому назначено наказание в виде исправительных работ, ограничения по военной службе, содержания в дисциплинарной воинской части или лишения свободы на срок до 8 лет. Условное осуждение не назначается:
- осуждённым за преступления против половой неприкосновенности несовершеннолетних, не достигших четырнадцатилетнего возраста (сюда включаются собственно половые преступления, а также деяния, связанные с проституцией и порнографией);
- осуждённым за преступления террористического характера (предусмотренные частью 1 статьи 205, частями 1 и 2 статьи 205.1, статьёй 205.2, частью 2 статьи 205.4, частью 2 статьи 205.5, частями 1—3 статьи 206, статьей 360 УК РФ);
- при совершении тяжкого или особо тяжкого преступления в течение испытательного срока при условном осуждении, назначенном за совершение умышленного преступления, либо в течение неотбытой части наказания, назначенного за совершение умышленного преступления, при условно-досрочном освобождении;
- при опасном или особо опасном рецидиве.

Суд может прийти к выводу о возможности исправления осуждённого без реального отбывания наказания. В таком случае он постановляет считать назначенное наказание условным.
В основном условное осуждение применяется при назначении наказания в виде лишения свободы. Как правило, условное осуждение не назначается за тяжкие и особо тяжкие преступления. Суд может применять его к отдельным участникам таких преступлений лишь в тех случаях, когда установлена второстепенная роль этих лиц, а также, если данные, характеризующие личность виновного, и обстоятельства, при которых совершено преступление, дают основание считать нецелесообразной изоляцию осуждённого от общества.
При установлении срока наказания свыше 5 лет условное осуждение на практике применяется крайне редко, однако оно может назначаться и при наличии совокупности преступлений (в этом случае сначала назначается общее наказание за все преступления).
При назначении условного осуждения суд учитывает характер и степень общественной опасности совершённого преступления, личность виновного, в том числе смягчающие и отягчающие обстоятельства. В частности, рассматривается поведение лица до и после совершения преступления (наличие аморальных поступков и правонарушений или, напротив, положительного постпреступного поведения), учитывается наличие иждивенцев и прочие условия. Учитываются положительные характеристики с места работы или учёбы, несовершеннолетний или пожилой возраст, признание вины, плохое состояние здоровья.
При назначении условного осуждения суд устанавливает испытательный срок, в течение которого условно осуждённый должен своим поведением доказать своё исправление. В случае назначения лишения свободы на срок до 1 года или более мягкого вида наказания испытательный срок должен быть не менее 6 месяцев и не более 3 лет, а в случае назначения лишения свободы на срок свыше 1 года — не менее 6 месяцев и не более 5 лет. В случае назначения наказания в виде содержания в дисциплинарной воинской части условно испытательный срок устанавливается в пределах оставшегося срока военной службы на день провозглашения приговора.
Испытательный срок исчисляется с момента вступления приговора в законную силу. В испытательный срок засчитывается время, прошедшее со дня провозглашения приговора. Эти правила течения сроков были установлены Федеральным законом от 29.03.2010 N 33-ФЗ. Испытательные сроки, не истекшие на день вступления в силу данного закона, исчисляются в новом порядке.
При условном осуждении также могут быть назначены дополнительные виды наказаний.
Суд, назначая условное осуждение, возлагает на условно осуждённого с учётом его возраста, трудоспособности и состояния здоровья исполнение определённых обязанностей: не менять постоянного места жительства, работы, учёбы без уведомления специализированного государственного органа, осуществляющего контроль за поведением условно осуждённого, не посещать определённые места, пройти курс лечения от алкоголизма, наркомании, токсикомании или венерического заболевания, трудиться (трудоустроиться) либо продолжить обучение в общеобразовательной организации. Суд может возложить на условно осуждённого исполнение и других обязанностей, способствующих его исправлению (например, устроиться на работу или поступить на учёбу, возместить вред, причинённый преступлением и т. д.).
В настоящее время до половины выносимых судами приговоров предусматривают применение условного осуждения.

### Контроль за поведением условно осуждённого
Контроль за поведением условно осуждённого осуществляется уголовно-исполнительными инспекциями, а в отношении военнослужащих — командованием воинских частей и учреждений.
В течение испытательного срока суд по представлению органа, осуществляющего контроль за поведением условно осуждённого, может отменить полностью или частично либо дополнить ранее установленные для условно осуждённого обязанности.

### Отмена условного осуждения
Если до истечения испытательного срока условно осуждённый своим поведением доказал своё исправление, суд по представлению органа, осуществляющего контроль за поведением условно осуждённого, либо по ходатайству самого осуждённого (Определение Конституционного Суда РФ от 04.11.2004 N 342-О), может постановить об отмене условного осуждения и о снятии с осуждённого судимости. При этом условное осуждение может быть отменено по истечении не менее половины установленного испытательного срока.
Если условно осуждённый уклонился от исполнения возложенных на него судом обязанностей или совершил нарушение общественного порядка, за которое он был привлечён к административной ответственности, суд по представлению контролирующего органа может продлить испытательный срок, но не более чем на 1 год.
Если условно осуждённый в течение испытательного срока систематически нарушал общественный порядок, за что привлекался к административной ответственности, систематически не исполнял возложенные на него судом обязанности либо скрылся от контроля, суд по представлению контролирующего органа может вынести решение об отмене условного осуждения и исполнении наказания, назначенного приговором.
Систематическим нарушением общественного порядка является совершение условно осуждённым в течение одного года двух и более нарушений общественного порядка, за которые он привлекался к административной ответственности. Систематическим неисполнением обязанностей является совершение запрещённых или невыполнение предписанных условно осуждённому действий более двух раз в течение одного года либо продолжительное (более 30 дней) неисполнение обязанностей, возложенных на него судом. Скрывающимся от контроля признается условно осуждённый, место нахождения которого не установлено в течение более 30 дней.
В случае совершения условно осуждённым в течение испытательного срока преступления по неосторожности либо умышленного преступления небольшой или средней тяжести вопрос об отмене или о сохранении условного осуждения решается судом.
В случае совершения условно осуждённым в течение испытательного срока умышленного тяжкого или особо тяжкого преступления суд отменяет условное осуждение.
Эти правила применяются также, если преступления были совершены до вступления приговора, предусматривающего условное осуждение, в законную силу. В этом случае судебное разбирательство в отношении нового преступления может состояться только после вступления приговора, предусматривающего условное осуждение, в законную силу.
Наказание в любом случае назначается по совокупности приговоров.
В советский период и в первые годы действия УК РФ отмена условного осуждения происходила редко. В настоящее время 30 % всех осуждённых при рецидиве преступлений составляют ранее осуждавшиеся условно.